# Edmond Plantagenêt
Pour les articles homonymes, voir Edmond Plantagenêt (homonymie).
Edmond Plantagenêt (17 mai 1443, Rouen – 30 décembre 1460, Sandal Magna, Yorkshire), titré par courtoisie comte de Rutland, est le deuxième fils survivant de Richard Plantagenêt, duc d'York, et de Cécile Neville. Il est le jeune frère d'Édouard IV et le frère aîné de Richard III. 
Il meurt à dix-sept ans en 1460 pendant la bataille de Wakefield durant la Guerre des Deux-Roses, tué sur l'ordre de ou par John Clifford, 9e baron de Clifford. Sa tête, ainsi que celle de son père et de son oncle Richard Neville, 5e comte de Salisbury, est accrochée sur les portes de la ville d'York.

### Famille

Arbre généalogique simplifié d'Edmond Plantagenêt.

## Sources
- John A. Wagner et Edward Ed. Wagner, Encyclopedia of the Wars of the Roses, page 203
- article sur Edmond de Rutland sur la base de données thePeerage, http://thepeerage.com/p10164.htm#i101636